# Лумбални плексус
Лумбални плексус је мрежа нерава (нервни плексус) у лумбалној регији тела која чини део већег лумбосакралног плексуса.
Заједно мрежа (гране) лумбалног плексуса, обезбеђују сензорну инервацију у пределу трупа, трбушног зида, гениталија и бутина. Оне такође омогућавају мишићну контракцију одређених околних мишића (као што су попречни трбушни мишићи, коси мишићи или адуктори). 

## Анатомија
Формира се од подела прва четири лумбална нерва (Л1-Л4) и од субкосталног нерва (Т12), који је последњи торакални нерв. Поред тога, вентрални гране четвртог лумбалног нерва пролазе комуникационе гране, лумбосакралног стабла, до сакралног плексуса. Нерви лумбалног плексуса пролазе испред зглоба кука и углавном подржавају предњи део бутине 
Плексус се формира латерално од интервертебралних отвора и пролази кроз псоас мајор. Његове мање моторичке гране су распоређене директно у велики слабински мишић, док веће гране напуштају мишић на различитим местима да би се спустили укосо кроз карлицу и отишле испод ингвиналног лигамента, са изузетком заптивног нерва који излази из карлице кроз оптураторни отвор.

### Гране лумбалног плексуса
Илиохипогастрични нерв (раније назван већи абдомино-генитални нерв) иде постериорно од великог слабинског мишић на његовој проксималној бочној граници а затим се пружа бочно и косо по предњој страни четвороугаоног слабинског мишића. Споља у односу на овај мишић, он пробија попречни трбушни мишић и пролази изнад гребена илијачне кости између тог мишића и унутрашњег косог трбушног мишића. Одаје неколико моторних грана овим мишићима и сензорну грану за кожу бочног дела кука. Његова терминална грана затим иде паралелно са ингвиналним лигаментом да би изашла из апонеурозе спољашњег косог мишића трбуха изнад спољашњег ингвиналног прстена где снабдева кожу изнад ингвиналног лигамента (хипогастричну регију) са предњом кожном граном.
Илиоингвинални нерв блиско прати илиохипогастрични нерв, а затим пролази испод њега и пролази на нивоу илијачне гребене. Пробија бочни трбушни зид и пролази медијално на нивоу ингвиналног лигамента где снабдева моторичке гране попречноги трбушног мишића и сензорне гране кроз спољашњи ингвинални прстен до коже преко пубичне симфизе све до бочног дела великих усана или скротума. 
Генитофеморални нерв  (раније назван генитокрурални нерв или спољашњи пудендални нерв) пробија псоас мајор антериорно испод претходна два нерва да би се одмах поделио на две гране које иду надоле на предњој страни мишића. Бочна бутна грана је чисто сензорна. Пробија васкуларну празнину у близини сафенозног хијатуса и снабдева кожу испод ингвиналног лигамента (или проксимални, бочни аспект бутног троугла). Генитална грана се разликује код мушкараца и жена. Код мужјака тече у семенској врпци, а код жена у ингвиналном каналу заједно са лигаментом терес утери. Затим шаље сензорне гране на кожу скротума код мушкараца и на велике усне код жена. Код мушкараца обезбеђује моторну инервацију кремастеру. 
Спољашњи кожни  нерв бутине (лат. n. cutaneous femoris lateralis ) пробија псоас мајор на својој бочној страни и иде косо надоле испод илијачне фасције. Медијално од предње горње илијачне кичме напушта подручје карлице кроз латералну мишићну лакуну и улази у бутину пролазећи иза бочног краја ингвиналног лигамента. У бутини накратко пролази испод широке фасције пре него што пробије фасцију и инервише кожу предњег дела бутине.  
Запорни нерв напушта лумбални плексус и спушта се иза великог слабинског мишића на његовој медијалној страни, затим прати линију терминалис у доњу карлицу и на крају напушта карличну област кроз обтураторни канал. У бутини, он шаље моторне гране до спољашњег запорног мишића (m. obturatorius externus) пре него што се дели на предњу и задњу грану, од којих се обе настављају дистално. Ове гране су одвојене кратким мишићем примицачем и снабдевају моторном инервацијом све примицаче бутине: гребенски мишић (m. pectineus), дугачки мишић примицач (m. adductor longus), кратки мишић примицач (lat. m. adductor brevis), велики мишић примицач (lat. m. adductor magnus) и витки мишић (lat. m. gracilis)  
Предња грана доприноси терминалној, сензорној грани која пролази дуж предње границе витког мишића (lat. m. gracilis) и снабдева кожу на унутрашњем, дисталном делу бутине.
Бутни нерв је највећи и најдужи нерв лумбалног плексуса.  У пределу карлице, он улази у жлеб између псоас мајор и илиакуса дајући гране на оба мишића, а излази из карлице кроз медијални аспект мишићне лакуне. У бутини се дели на бројне чулне и мишићне гране и нервус сафенус, његову дугачку сензорну терминалну грану која се наставља до стопала. Бутни нерв даје   
- моторну инервацију следећим мишићима: бочно слабински мишић (m. iliopsoas), гребенски мишић (m. pectineus), терзијском или кројачком мишићу (m.sartorius) и четвороглавом бутном мишићу (m. quadriceps femoris: rectus femoris, vastus medialis, vastus intermedius, vastus lateralis)
- сензорна инервацију предњем делу бутине, задњем делу потколенице и задњем делу стопала.

| Нерви                                | Сегмент | Инервисани мишићи | Кожне гране                                                                       |
| ------------------------------------ | ------- | --- | --------------------------------------------------------------------------------- |
| Илиохипогастрични нерв               | T12-L1  | • Попречни трбушни мишић • Унутрашњи коси трбушни мишић                                                                       | • Предње кожне гране бутног нерва • Спољашње кожне гране илиохипогастричног нерва |
| Илијоинвинални нерв                  | L1      | • Попречни трбушни мишић • Унутрашњи коси трбушни мишић                                                                       | • Предњи скротални нерв код мушкараца • Предњи лабијални нерв код жена            |
| Генитофеморални нерв                 | L1-L2   | • Кремастер код мушкараца | • Лумбоингвинални нерв • Гениталне гране генитофеморалног нерва                   |
| Спољашњи кожни нерв бутине           | L2-L3   | | • Спољашњи кожни нерв бутине                                                      |
| Запорни нерв                         | L2-L4   | • Спољашњи запорни мишић • Дуги мишић одмицач • Краки мишић примицач • Велики мишић • Гребенски мишић • Велики мишић примицач | • Кошне гране                                                                     |
| Бутни нерв                           | L2-L4   | • Бочни мишић • Гребенасти мишић • Терзијски мишић • Четвртасти бедрани мишић                                                 | • Предње кожне гране бутног нерва • н. сафенус                                    |
| Директне гране од плексуса до мишића |         | |                                                                                   |
| Кратке, директне гране               | L1-L3   | • Велики слабински мишић |                                                                                   |
| Кратке, директне гране               | T12-L4  | • Четвороугани слабински мишић • Међупопречни мишићи                                                                          |                                                                                   |

## Галерија
- Лумбални плексус након дисекције
- Дијаграм лумбалног плексуса